# Konnevesi
Konnevesi [ˈkonneʋˌʋesi] ist eine Gemeinde in Mittel-Finnland mit knapp 3000 Einwohnern.

## Lage
Die Gemeinde liegt in der Landschaft Mittelfinnland 60 km nordöstlich von Jyväskylä. Nachbargemeinden sind Vesanto im Norden, Rautalampi im Osten, Hankasalmi im Süden, Laukaa im Südwesten und Äänekoski im Westen.
Konnevesi gehört zur historischen Landschaft Savo und löste sich erst 1922 von der Nachbargemeinde Rautalampi. Ihren Namen erhielt die Gemeinde nach dem See Konnevesi, der mit 189 km² zu den größeren Seen Finnlands gehört. Ein Viertel der Fläche von Konnevesi ist mit Wasser bedeckt, die Länge der Ufer beträgt insgesamt und 600 km.

## Einrichtungen
Hauptsehenswürdigkeit ist die 1923 aus Granit erbaute Kirche im Stil der Nationalromantik. Im Heimatmuseum von Konnevesi sind über 20 historische Gebäude aus dem 18. und 19. Jahrhundert ausgestellt. In Siikakoski bei Konnevesi befindet sich eine Forschungsstation der Fakultät für Biologie und Umweltwissenschaften der Universität Jyväskylä.

## Politik
Wie in den meisten ländlichen Gegenden Finnlands, ist in Konnevesi die Zentrumspartei die stärkste Partei. Bei der Kommunalwahl 2008 erhielt sie über die Hälfte der Stimmen und verfügt im Gemeinderat, der höchsten Entscheidungsinstanz bei lokalen Angelegenheiten, mit 12 von 21 Abgeordneten über eine absolute Mehrheit. Die zweitgrößte Fraktion stellen die Sozialdemokraten mit vier Sitzen, gefolgt vom Linksbündnis mit drei Mandaten. Je einen Abgeordneten stellen die konservative  Nationalen Sammlungspartei und die Christdemokraten.
| Partei                    | Wahlergebnis 2008 | Sitze |
| ------------------------- | ----------------- | ----- |
| Zentrumspartei            | 54 %              | 12    |
| Sozialdemokraten          | 20 %              | 4     |
| Linksbündnis              | 13,4 %            | 3     |
| Nationale Sammlungspartei | 6,7 %             | 1     |
| Christdemokraten          | 5,9 %             | 1     |

### Wappen
Blasonierung: „In Rot eine gestürzte Holzpackzange“

## Bilder

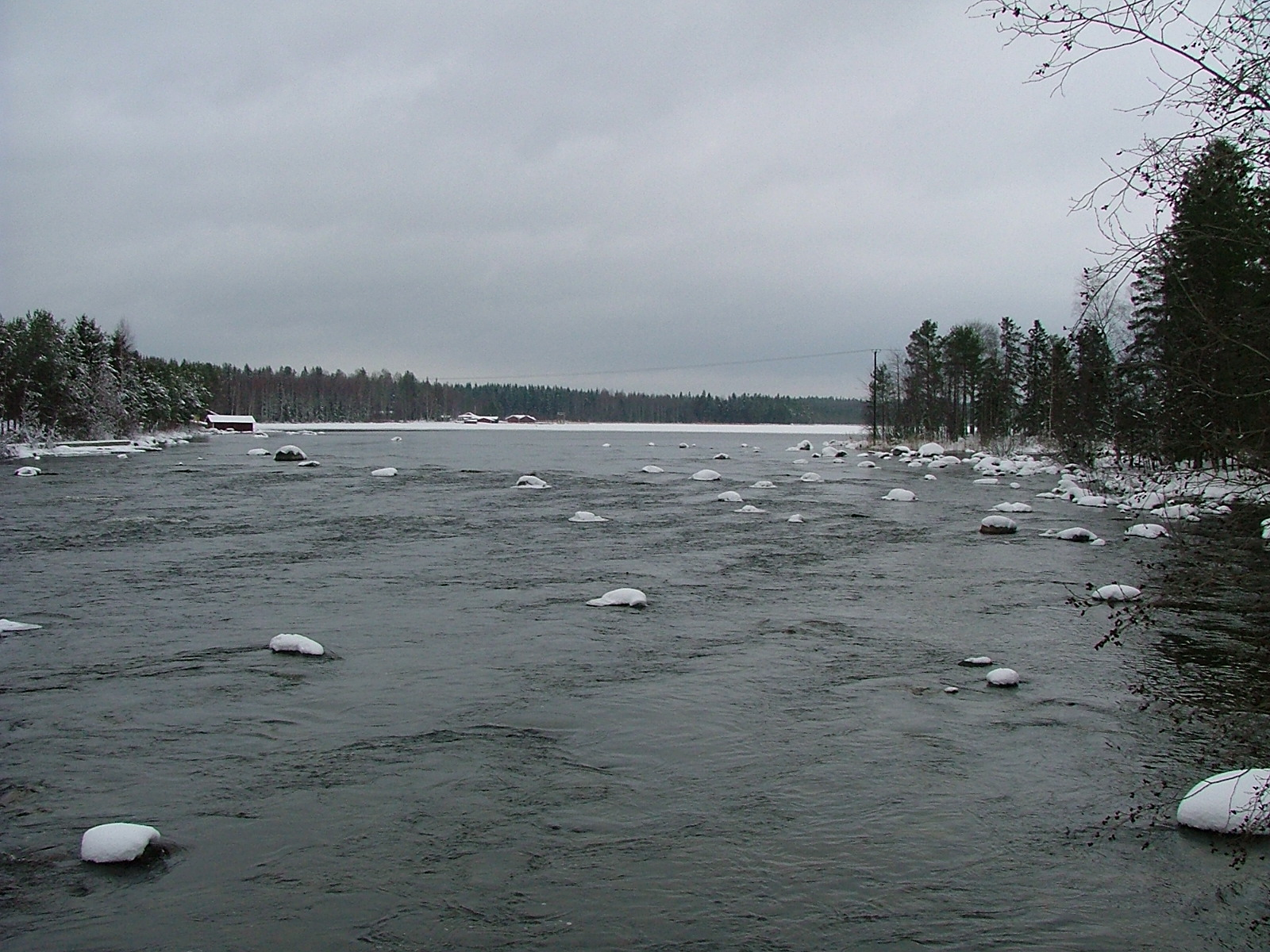
Die Siikakoski-Stromschnelle bei Konnevesi
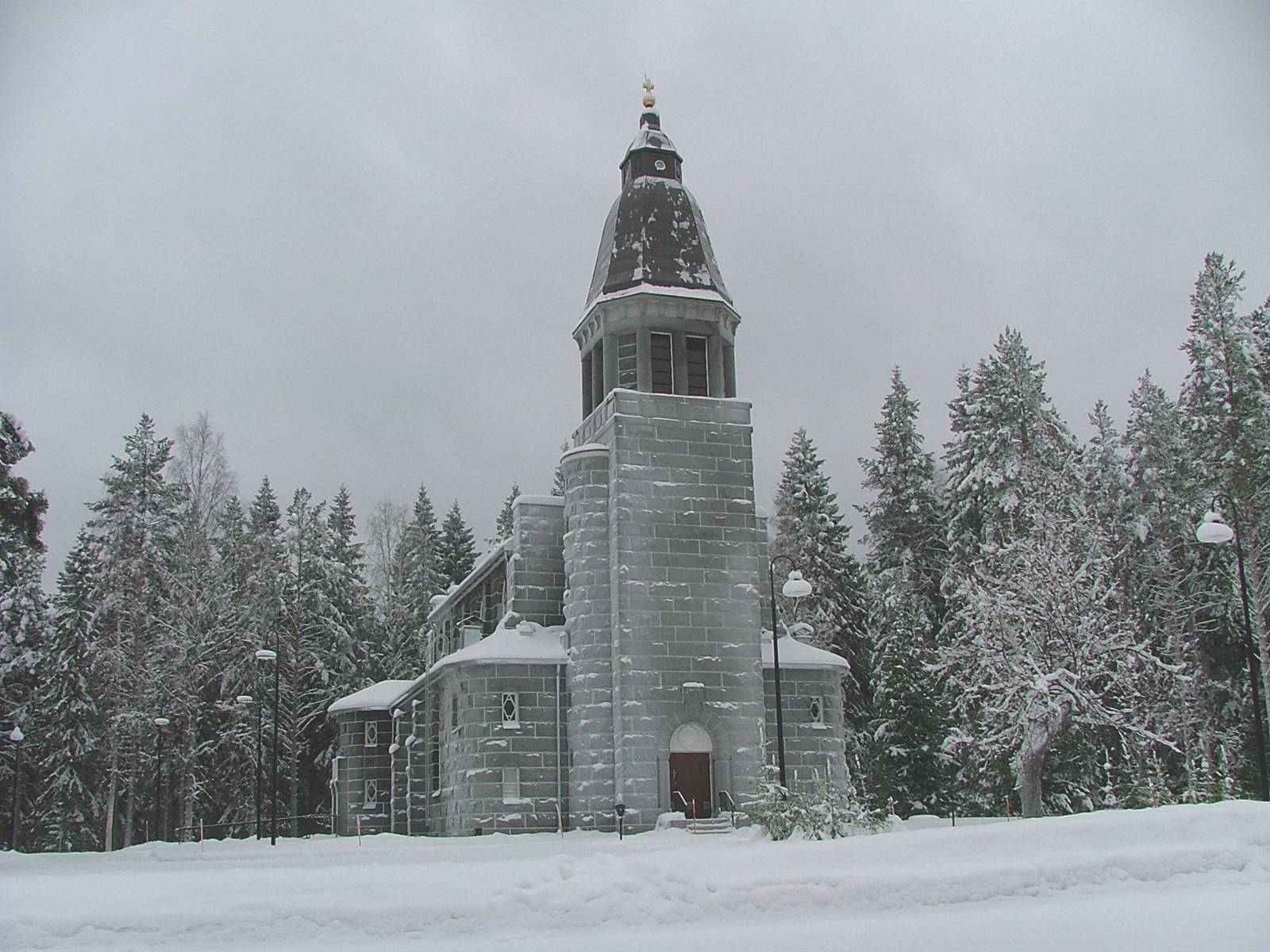
Die Kirche von Konnevesi
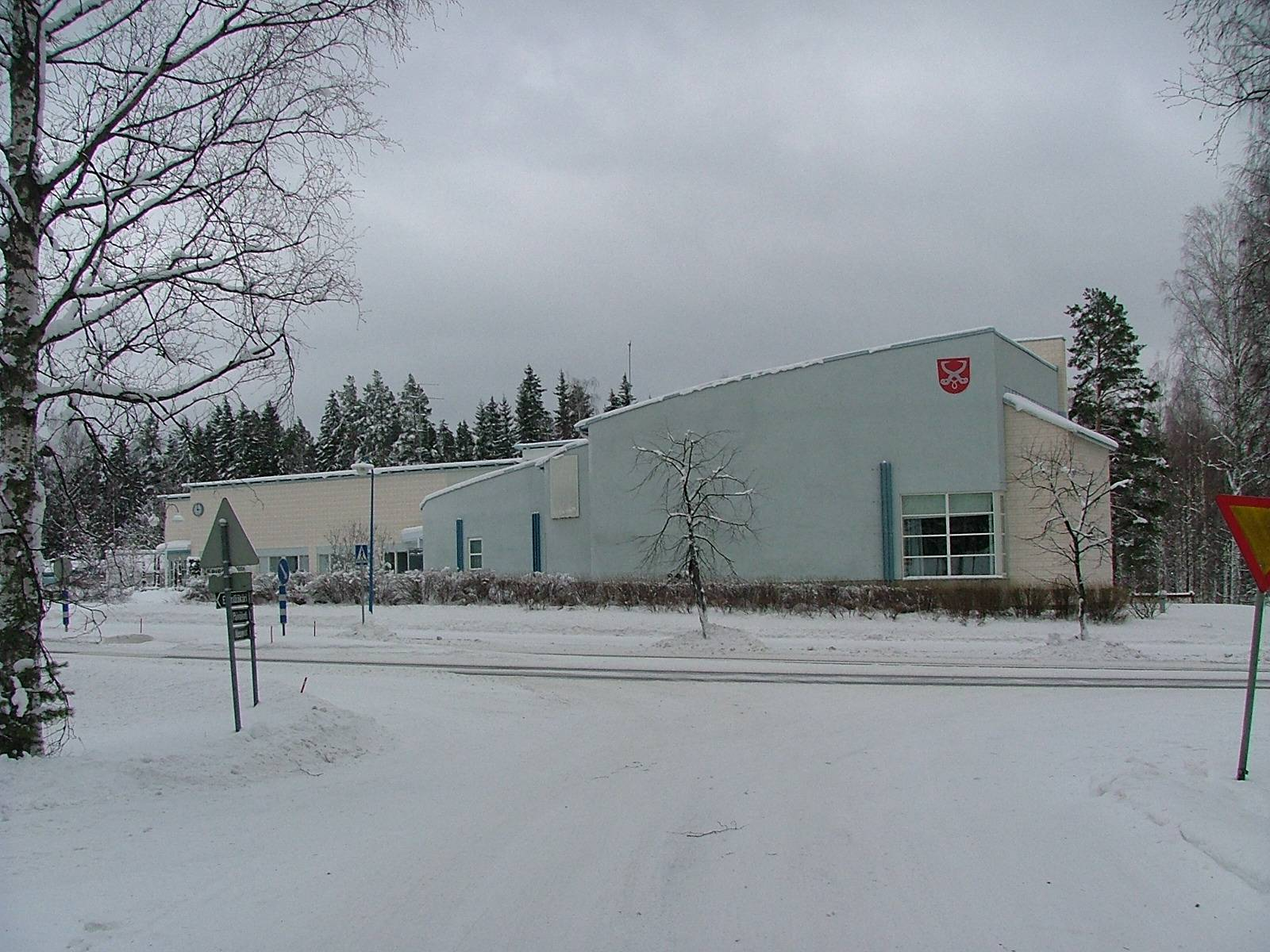
Das Gemeindehaus von Konnevesi
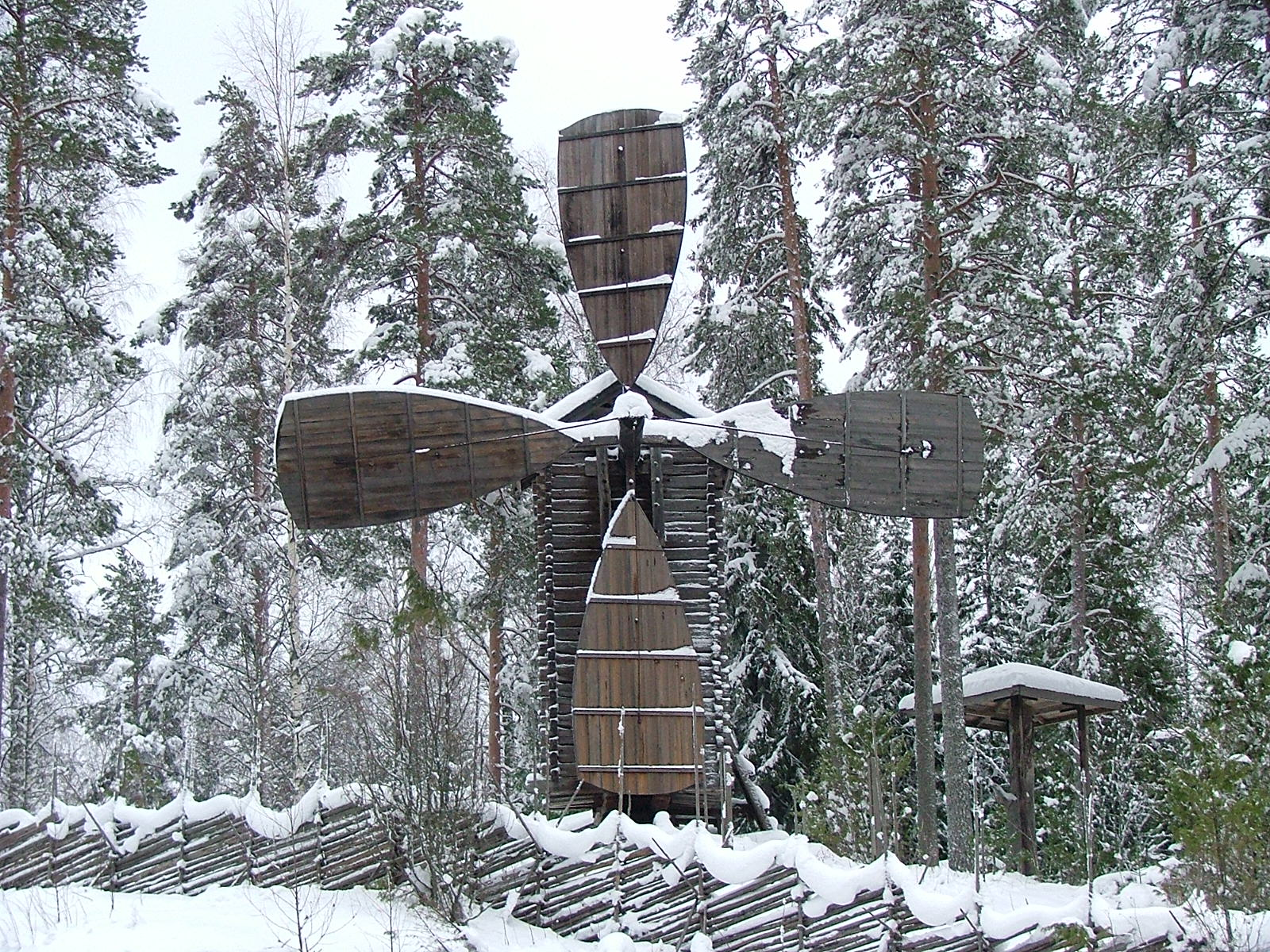
Eine Windmühle im Heimatmuseum von Konnevesi